# Bystřina (přítok Rotavy)
Bystřina (též Prudký potok) je horský vodní tok v Krušných horách, pravostranný přítok Rotavy v okrese Sokolov v Karlovarském kraji. Délka toku měří 7 km. Plocha jeho povodí je 11,68 km².

## Průběh toku
Potok pramení v Krušných horách v nadmořské výšce okolo 950 metrů na jihovýchodním svahu Špičáku (995 m). Jižním směrem protéká zalesněné nezalidněným územím přírodního parku Přebuz, nad jeho levým břehem roste ve svahu památný strom Jedle pod Špičákem. Podél staré lesní cesty z Šindelové do Stříbrné protéká hluboce zařízlým údolím pod svahem Komářího vrchu (952 m), nazývané údolím Amálky. Jižním směrem pokračuje k silnici z Rotavy do Šindelové. Podél naučné stezky nazvané Rotavské varhany teče k odbočce, která vede k přírodní památce Rotava. Jihovýchodním směrem pokračuje již v mírnějším spádu směrem k Dolní Rotavě, kde se u silnice z Šindelové do Kraslic zprava vlévá Rotavy.
Na 2,51 říčním kilometru se odvádí voda z potoka do úpravny pitné vodu pro město Rotava.